# Март 2006 года

Список событий марта 2006 года.

## События
- 1 марта — в Москве на стадионе «Локомотив» состоялся товарищеский матч по футболу Россия — Бразилия. Счёт матча — 1:0 в пользу бразильцев. Единственный гол забил Роналдо рукой на 15 минуте[1].
- 2 марта
  - Индия и США подписали Соглашение о сотрудничестве в области использования ядерной энергии. Индия стала членом ядерного клуба — получила доступ к иностранным ядерным технологиям[2].
  - Разлив нефти на Прадхо-Бей.
- 3 марта — визит делегации Хамас в Москву[3].
- 4 марта
  - Запущен проект «Одноклассники».
  - Протесты против роста цен на ЖКХ в ряде российских городов[4][5].
- 5 марта — 78-я церемония вручения премий «Оскар». Лучший фильм года — «Столкновение». Лучший режиссёр — Энг Ли («Горбатая гора»). Лучшая мужская роль — Филип Сеймур Хоффман («Капоте»). Лучший фильм на иностранном языке — Цоци (ЮАР). Лучшая женская роль — Риз Уизерспун («Преступив черту»).
- 11 марта — в гаагской тюрьме умер бывший Президент Союзной Республики Югославии Слободан Милошевич. Вскрытие установило, что причина смерти — инфаркт миокарда.
- 11—20 марта — массовые протесты студентов во Франции против принятия нового трудового законодательства, которое позволяет увольнять молодых сотрудников без выходного пособия и объяснения причин[6].
- 12 марта
  - В России прошёл первый Единый день голосования[7].
  - Убийство в Махмудии.
  - Гран-при Бахрейна 2006 года. Побуду одержал Фернандо Алонсо.
- 14 марта — попытка государственного переворота в Чаде.
- 17 марта — 19-я церемония вручения наград национальной кинематографической премии «Ника»
- 19 марта
  - Состоялись третьи по счёту выборы президента Республики Беларусь. Победу одержал Александр Лукашенко, действующий президент. После этого оппозиционные кандидаты Александр Милинкевич и Александр Козулин провели на Октябрьской площади митинг, ставший началом протестов 2006 года, в акции участвовало от 10 до 30 тысяч человек[8].
  - Между станциями Войковская и Сокол Московского метрополитена свая пробила свод тоннеля и проникла внутрь, повредив третий вагон движущегося поезда. Никто из пассажиров не пострадал[9].
- 20 марта
  - Президент Туркменистана Сапармурат Ниязов заявил, что для того, чтобы попасть в рай, гражданам страны достаточно прочитать его книгу «Рухнама» три раза. С одной стороны, целью этого является желание повысить духовность граждан его страны, но способы осуществления этого спорны.
  - Гражданина Афганистана судили за то, что он принял христианство. В Афганистане это является серьёзным нарушением закона шариата. Этот закон не был отменён после победы оппозиции, поддержанной США и другими странами НАТО. В Афганистане до сих пор опасно признаваться в своей принадлежности к христианской церкви. За ношение Библии грозит уголовная ответственность. 41-летний Абдула Рахман принял христианство ещё 16 лет назад. Прокурор уже предложил закрыть дело в том случае, если Абдул Рахман согласится перейти обратно в ислам, однако афганец ответил отказом. При этом граждане Афганистана весьма активно обвиняли Данию в отсутствии религиозной терпимости и выходили на митинги против карикатур в газете Jyllands Posten. Ситуация разрешилась 30 марта, когда Италия приютила Абдулу Рахмана у себя[10].
- 21 марта — на Октябрьской площади Минска оппозиция организовала палаточный городок, состоящий из 19 палаток[11].
- 24 марта — милиция разогнала палаточный городок в Минске. По некоторым сведениям, задержано около 500 человек[12].
- 25 марта — в культурном центре на Капитолийском холме в Сиэтле убиты 7 человек.
- 26 марта — на Украине прошли выборы в Верховную Раду, областные и местные советы, а также выборы мэров городов (см. Региональные выборы на Украине (2006)).
- 27 марта — умер польский философ и писатель-фантаст Станислав Лем.
- 28 марта — избран Кнессет 17-го созыва в Израиле. Относительное большинство (28 мест из 120) завоевала новая партия Ариеля Шарона — Эхуда Ольмерта «Кадима». Всего в парламент прошли 12 партий.
- 29 марта — полное солнечное затмение, наблюдаемое в восточной части Южной Америки, северной Африке, Турции, Грузии, на юге России, в Казахстане и Монголии.
- 30 марта
  - Премьер-министр Франции Доминик де Вильпен заявил о своей «полной готовности» внести «некоторые изменения» в текст закона о контракте первого найма. Этот закон вызвал массовые волнения во Франции. «Сложившаяся ситуация является неприемлемой, она несправедлива, её можно назвать даже отчаянной», — отметил Д. де Вильпен. На 4 апреля 2006 года уже назначены очередные манифестации и забастовки. Новый закон о первоначальном найме вызвал недовольство не только среди молодёжи. За его отмену выступает подавляющее число французов (83 %). Лишь 12 % респондентов ответили, что поддерживают принятие закона в том виде, в котором он сформулирован в настоящее время. Порядка 5 % респондентов затруднились ответить[13].
  - Старт космического корабля Союз ТМА-8. Экипаж старта — П. В. Виноградов, Д. Уильямс (США) и М. Понтис (Бразилия).